# Rok drakoniczny
Rok drakoniczny, rok smoczy lub rok zaćmieniowy – odstęp czasu pomiędzy dwoma kolejnymi, następującymi po sobie, przejściami Słońca przez ten sam węzeł orbity Księżyca. Rok ten jest krótszy od roku słonecznego i trwa 346,6201 średnich dób słonecznych.
Rok drakoniczny wprowadzono w teorii zaćmień Księżyca i Słońca. Nazwa związana jest z mitycznym smokiem, "zamieszkującym" węzły orbity (zwane odpowiednio Głową i Ogonem Smoka) i "pożerającym" Księżyc lub Słońce podczas zaćmień.